# Triclistus aitkeni
Triclistus aitkeni är en stekelart som först beskrevs av Cameron 1897.  Triclistus aitkeni ingår i släktet Triclistus och familjen brokparasitsteklar. Inga underarter finns listade i Catalogue of Life.